# Simfonia núm. 1 (Khatxaturian)
La Simfonia núm, 1 va ser composta per Aram Khatxaturian el 1934, com la seva obra de graduació, i al mateix temps en commemoració del 15è aniversari de la República Socialista Soviètica d'Armènia l'any següent. Es va estrenar el 23 d'abril de 1935, per la Filharmònica de Moscou sota la direcció d'Eugen Szenkar.
Està escrita en mi menor i com és habitual a la seva música, integra el folklore del Caucas a la forma simfònica, amb arabescs melòdics i una escriptura quasi improvisatòria als vents. Altres qualitats que s'han destacat de la partitura són la seva riquesa melòdica, abundància de colors orquestrals i harmònics, la intensitat i l'audàcia de les seves dissonàncies i la seva sofisticació rítmica i contrapuntística,
L'obra dura uns 40 minuts, i consta de tres moviments: 
- 1. Andante maestoso con passione - Allegro ma non troppo. Ple d'incidents i contrasts, amb un ampli ventall de colors instrumentals gràcies a combinacions imaginatives com la de la celesta amb els harmònics superiors de les cordes creant una atmosfera misteriosa. Formalment, destaca per què els materials del pròleg són desenvolupats tant a l'exposició com a la reexposició i retornen al seu estat original a l'epíleg.[3]

- 2. Adagio sostenuto. L'atmosfèric duo de la flauta i l'arpa al seu començament ha sigut comparat amb el Clar de lluna dels Quatre interludis marins de Britten, una dècada posterior. És una estructura tripartita, i la secció central és una dansa ràpida.

- 3. Allegro risoluto. Presenta ritmes de dansa ràpids i l'eventual retorn de materials del primer moviment segons els principis de la forma cíclica.

La simfonia ha sigut enregistrada en almenys quatre ocasions:
- Per la Simfònica de la Ràdio de Moscou sota la direcció d'Alexander Gauk, en LP (Melodiya, 1959) i CD (Russian Disc, 1993).
- Per la Simfònica Estatal de la Unió Soviètica sota la direcció de Khatxaturian, en LP (Melodiya, 1979) i CD (Melodiya, 2011).
- Per la Simfònica de Londres sota la direcció de Loris Tjeknavorian, en LP (RCA, 1978).
- Per la Filharmònica d'Armènia sota la direcció de Loris Tjeknavorian, en CD (ASV, 1993).